# Хорхе Кампос
Хорхе Кампос (на испански: Jorge Campos) е бивш мексикански футболист, вратар.
Висок едва 168 см, той се отличава с уникалния си стил на игра и акробатични спасявания. Шареният екип, с който Кампос играе на Световното в САЩ през 1994 г. му спечелва прякора „Папагала“. Хорхе е участник на 3 световни първенства и има 130 записани участия с националната фланелка на Мексико.

## Кариера
Започва кариерата си през 1988 г. в състава на УНАМ Пумас. По това време титулярен вратар е Адолфо Риос, и поради тази причина Хорхе започва кариерата си като централен нападател. Отбелязва 14 гола през сезон 1989/90, и 7 гола в 10 мача от турнира за КОНКАКАФ. През следващия сезон се утвърждава като титуляр под рамката на вратата и печели титлата на Мексико с Пумас. През 1993 г. Кампос е повикан в националния отбор за Копа Америка и Зланата купа на КОНКАКАФ. През 1994 г. е титуляр на световното първенство в САЩ, където Мексико отпада на 1/8 финал от България.
През 1995 г. преминава в Атланте, а след един сезон – в Лос Анджелис Галакси. През 1996 г. печели Златната купа на КОНКАКАФ и участва на олимпиадата в Атланта. В началото на 1997 г. подписва с Крус Азул, но не успява да измести титулярния страж Оскар Перез. Играе за кратко и в Чикаго Файър преди да се завърне в Пумас. През 1999 г. печели Купата на Конфедерациите. Последният голям турнир, на койго Кампос участва, е Мондиал 2002, където е трети вратар.
През 2004 г. е огранизиран бенефис на Кампос, в който той за последен път облича екипа на националния отбор на Мексико, а съперник е местният клуб „Текос“. През 2006 г. е помощник-треньор на Рикардо Лаволте на световното първенство в Германия.